# 城戸うらん
城戸 うらん（きど うらん、2001年12月27日 - ）は、日本の女子バレーボール選手である。

## 来歴
奈良県香芝市出身。友人に誘われて小学2年生からバレーボールを始める。
大阪国際滝井高等学校を経て、2019/20シーズン、V.LEAGUE DIVISION1 WOMEN（V1女子）に所属する岡山シーガルズの内定選手となった。
2020年、高校卒業後に、岡山シーガルズに入団した。2021/22シーズンにV1女子の試合に出場し、Vリーグデビューを果たした。

## 所属チーム
- 大阪国際滝井高等学校（2017-2020年）
- 岡山シーガルズ（2020年-）